# Dom ucieczki
Dom ucieczki (nid. Wegloophuis lub Wegloophuizen) – holenderska odmiana ośrodków terapeutycznych dla pacjentów ze schorzeniami psychicznymi.

## Historia
Pierwsze domy ucieczki powstały w Holandii w końcu lat 90. XX wieku. Nazwa nawiązywała do licznych ucieczek pacjentów z tradycyjnych miejsc leczenia psychiatrycznego. Pierwszy dom ucieczki powstał jednak już w 1979 w Haarlemie. Potem idea zaczęła się rozprzestrzeniać, tak że obecnie domy ucieczki znajdują się we wszystkich większych ośrodkach miejskich w Holandii (w większych po kilka), w sąsiedztwie innych zamieszkałych budynków i kamienic. Nie posiadają specjalnego położenia lub wygrodzenia. W Amsterdamie, w 2007, dawni klienci opieki psychicznej założyli grupę mieszkaniową KAOS.

## Charakterystyka
Zadaniem domów ucieczki jest zapewnienie schronienia i wyżywienia pacjentowi, który przerwał stacjonarne leczenie psychiatryczne. Priorytetem jest brak stosowania środków psychofarmakologicznych i przymusu. Personel stanowią przede wszystkim wolontariusze (w tym dawni pacjenci psychiatryczni), którzy nie stosują diagnoz psychiatrycznych, nie operują słownictwem lekarskim (medycznym) i nie dzielą pacjentów według jednostek chorobowych. 
Pacjenci są zobowiązani do akceptowania regulaminu domu, ze szczególnym uwzględnieniem niestosowania przemocy i niezażywania narkotyków. W większości domów przebywać można przez trzy miesiące, o czym na wstępie informuje się nowo przybyłych (ma to służyć zmotywowaniu podopiecznych do realistycznego wdrażania planów zmian w swoim życiu). Jest to przeważnie okres umożliwiający stabilizację, a w przypadku, gdy do tego nie dochodzi, pobyt można wydłużyć. 
Domy ucieczki oferują najczęściej profesjonalną interwencję kryzysową, regularne rozmowy, poradnictwo i konsultacje, przygotowanie do życia poza ośrodkiem, pomoc w zakresie załatwienia mieszkania, pomoc prawną, administracyjną i inne. Nadrzędnym celem działalności ośrodków jest nauczenie podopiecznych odpowiedzialności za swoje życie, aktywności społecznej i autonomii, a także zwalczanie wyuczonej bezradności. Personel domów ucieczki nie jest podzielony hierarchicznie, a decyzje podejmowane są kolegialnie. Pacjenci mają prawo do ciągłego wglądu we wszystkie dotyczące ich opinie, sprawozdania i dokumenty, które sporządzane są do instytucji trzecich. Bez zatwierdzenia przez pacjenta nie koresponduje się w jego sprawach z urzędami i instytucjami. Pacjent ma też prawo do brania udziału w zebraniach personelu dotyczących jego osoby. Pobyt jest organizowany przez samych pacjentów, bez ścisłego harmonogramu, jednak z naciskiem na niemarnotrawienie czasu. 